# Ламарр, Рэйчел
Рэйчел Ламарр (англ. Rachel Lamarre; род. 17 апреля 1991, Монреаль, Квебек) — канадская футболистка. Занимается в Национальном тренировочном центре в Квебеке. Выступает за студенческую команду «Пенн Стэйт Ниттани Лайонс» и взрослую команду «Лаваль Кометс».

## Карьера
Участница первого чемпионата мира по футболу среди девушек до 17 лет, проводившегося в Новой Зеландии. Автор первого в истории гола на подобных соревнованиях. До этого Ламарр стала бронзовой призёркой чемпионата КОНКАКАФ среди женщин до 17 лет 2008 года. Многократная победительница и призёрка юниорских внутреканадских соревнований.